# De re uxoria
Il trattato De re uxoria scritto da Francesco Barbaro tra il 1415 e il 1416 è una breve opera in lingua latina, di impostazione filosofica e dai contenuti pedagogico-politici, inerente «ciò che riguarda la moglie».
La genesi del trattato è legata ad un soggiorno fiorentino di Barbaro, avvenuto nel 1415, quando diviene amico di Niccolò Niccoli, di Leonardo Bruni e di Lorenzo di Giovanni de’ Medici detto Lorenzo il Vecchio (fratello di Cosimo de' Medici) al quale dedica il De re uxoria in occasione del suo matrimonio con Ginevra Cavalcanti nel 1416.
L'opera rappresenta uno spaccato dei rapporti politici e culturali tra Firenze e Venezia in età umanistica. Divenuta in brevissimo tempo, per gli insegnamenti di carattere pratico che propone, un autentico best seller, si diffonde in tutta Europa già nel Quattrocento ed ha fortuna e vitalità longeve: variamente interpretata nei diversi ambiti storici e letterari, continua a suscitare interesse, specie nell'ambito degli studi di genere e della filologia.

## Storia editoriale

### Circolazione manoscritta
Il trattato viene accolto con molto interesse da intellettuali e scrittori contemporanei di Francesco Barbaro - quali Ambrogio Traversari, Poggio Bracciolini e Pier Paolo Vergerio il vecchio - ed ha un immediato successo di pubblico. Sono 129 i codici censiti, sparsi in tutto il mondo, testimonianti la circolazione manoscritta del De re uxoria tra Quattro e Cinquecento in Italia ed in Europa. Spesso l'opera è stata ricopiata ed offerta ai lettori assieme ad altri due trattati di argomento pedagogico, il De liberis educandis dello pseudo-Plutarco tradotto dal greco da Guarino Veronese ed il ''De ingenuis moribus ac liberalibus studiis'' di Vergerio il Vecchio, divenendo così parte di una trilogia di grande successo nell’Umanesimo.

### Tradizione a stampa
La tradizione a stampa del De re uxoria si ramifica tra XV e XVI secolo in edizioni in lingua originale ed in traduzioni e rifacimenti nelle principali lingue nazionali europee.
L'editio princeps viene pubblicata a Parigi nel 1513 a cura del giurista ed umanista francese André Tiraqueau e per i tipi di Jodocus Badius Ascensius che licenzia una seconda edizione nel 1514.
Nel 1533 il trattato in latino viene stampato ad Hagenau, nel 1535 ad Anversa e, nel XVI secolo, a Strasburgo (1612) e ad Amsterdam (1639).
Nel 1536 al pubblico tedesco viene offerta una versione rivista e corretta dal teologo e predicatore protestante Erasmus Alberus (Hagenau, Valentin Kobian). L'opera viene ristampata sempre in tedesco, ma con titolo diverso, nel 1546 e nel 1561.
Nel 1537 esce a Parigi la prima traduzione in francese dal titolo De l'estat et gouvernement de mariage, opera di Martin du Pin ed impressa da Jean Foucher che sarà ristampata l'anno dopo e nuovamente nel 1560. Una seconda versione, in un francese più moderno, viene redatta nel 1667 dal canonico e cantore di Notre-Dame Claude Joly.

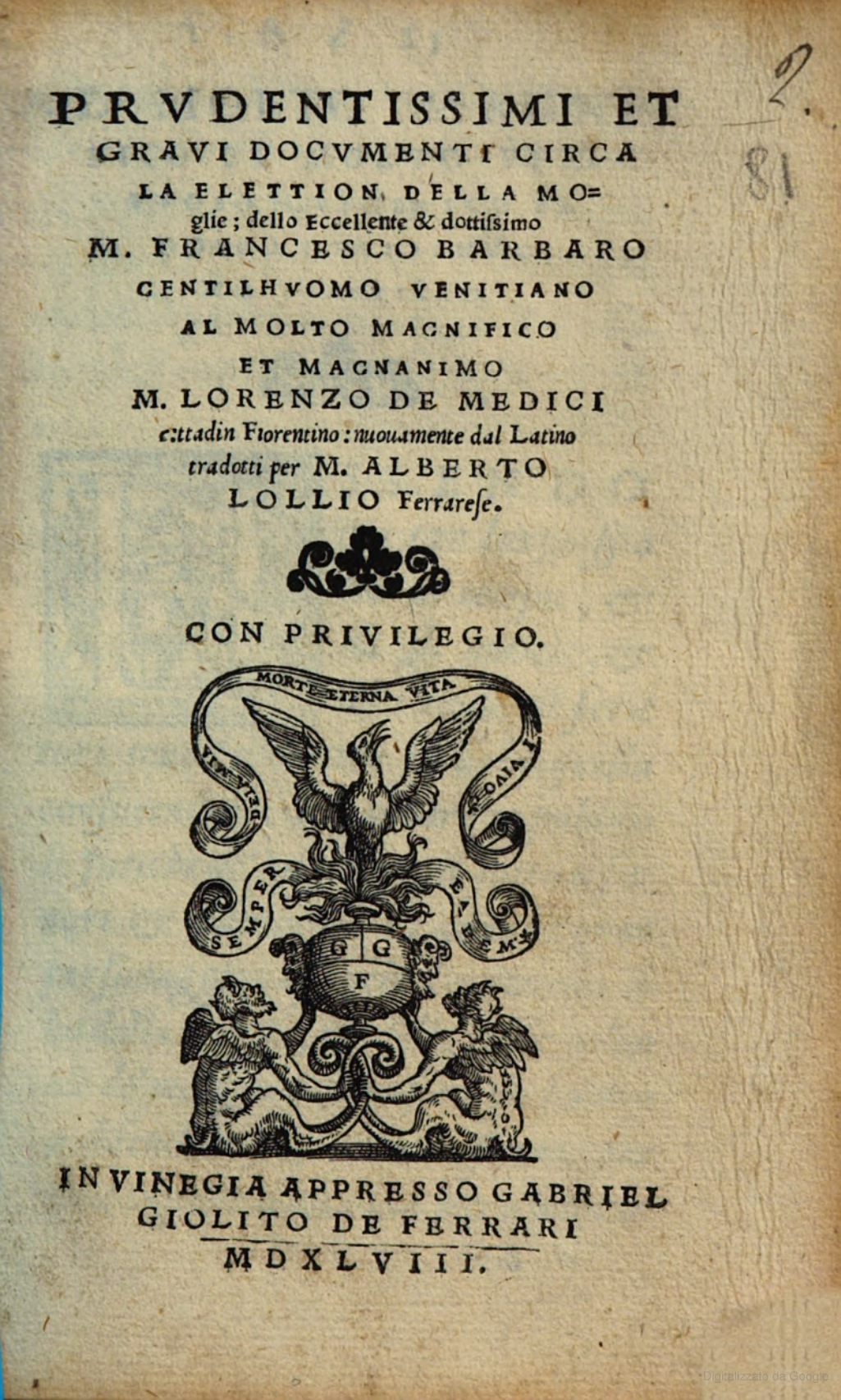
Frontespizio del volgarizzamento del "De re uxoria" di Francesco Barbaro tradotto dal ferrarese Alberto Lollio e pubblicato a Venezia nel 1548

È datato 1548 il rifacimento in volgare del trattato di Francesco Barbaro a firma del ferrarese Alberto Lollio e stampato a Venezia da Gabriele Giolito intitolato Prudentissimi et gravi documenti circa la elettion della moglie. Un'operazione editoriale che conferma la vitalità delle tematiche culturali, sociali e dei risvolti politici ed ideologici del De re uxoria alla metà del Cinquecento, tale da far sì che l'opera venga proposta ad un pubblico sempre più ampio - anche di lettrici - grazie alla rinnovata veste linguistica in toscano letterario e messa a catalogo da Giolito, l'editore veneziano "all'epoca conosciuto affezionatissimo, et devoto alle donne". Il volgarizzamento di Alberto Lollio viene ristampato successivamente a Vercelli (1778) ed a Vicenza (1785); una terza ed ultima ristampa esce a Napoli nel 1806.
A testimonianza del successo europeo dell'opera, si segnala anche la versione anonima in lingua inglese pubblicata a Londra nel 1677 con il titolo Directions for love and marriage in two books.

### Edizioni critiche e traduzioni moderne
La prima edizione moderna corredata da apparato critico del De re uxoria di Barbaro è curata da Attilio Gnesotto, figlio del latinista Veneto Ferdinando Gnesotto, studioso e professore al liceo Tito Livio di Padova. Pubblicata nel 1915, quella di Gnesotto è stata l'edizione di riferimento per gli studiosi moderni e contemporanei, oggetto di continue revisioni alla luce della individuazione di nuovi testimoni della tradizione manoscritta che ha portato alla riformulazione del testo critico, fissato da Claudio Griggio nella nuova edizione del De re uxoria da lui curata nel 2021.
Tra le versioni moderne del trattato, va ricordata la traduzione in tedesco di Percy Gothein (1933), già autore di una poderosa monografia su Francesco Barbaro. La sua versione è fortemente influenzata dalla teoria della razza ariana di matrice nazista, presupposto ideologico che forza il dettato del De re uxoria nelle sue implicazioni di carattere eugenetico e conservatore.
Nel 2015 Margaret King, storica del Rinascimento italiano e professoressa emerita di storia al CUNY Graduate Center di New York, ha curato la traduzione ed il commento in lingua inglese dell'opera, recependo gli studi e la bibliografia recenti e porgendo ai lettori un'opera che tocca argomenti vivi ed attuali, quali i ruoli di genere ed il rapporto tra uomo e donna.

## Contenuti
L'opera è articolata in due sezioni. La prima, intitolata de delectu uxoris («la scelta della moglie») consiste nell’esposizione del pentalogo teorico-pratico della ratio uxoria («il criterio di scelta della sposa»), organizzata secondo una scala graduata per valore decrescente dei parametri etici di riferimento (mores, etas, genus, forma, divitie - comportamento, età anagrafica, ceto sociale, bellezza, ricchezza) in base ai quali scegliere la moglie ideale. La prima sezione è ricca di riferimenti all'attualità socio-politica della Repubblica di Venezia, in particolare al fenomeno dell'inflazione degli importi dotali fomentata dalle complesse dinamiche delle alleanze coniugali e politiche tra Case Vecchie del patriziato veneziano, casate Nuove e famiglie del popolo. Che il tema della dote sia centrale per l'autore e uomo politico veneziano è chiaro già dal titolo del trattato: il sintagma res uxoria è infatti sinonimo del sostantivo dos (dote) in tutta la tradizione latina preclassica e classica, letteraria e tecnico-giuridica, a cui Barbaro, laureato a Padova in utroque iure, attinge. Anche il dialogo tra Firenze e Venezia incentrato sull’attualità ha per argomento proprio il caro-doti. Agli inizi del Quattrocento, infatti, pure a Firenze il problema è serio, in una congiuntura di crisi demografica innescata dalla Peste nera e di osservanza di normative matrimoniali sostanzialmente endogamiche. Sotto questo aspetto, il De re uxoria è a pieno titolo un trattato politico-giuridico che si propone di difendere l'unione coniugale esclusivamente tra famiglie di antica aristocrazia veneziana.
La seconda sezione, intitolata de uxoris officio, offre una descrizione analitica dei «doveri della moglie», ovvero la procreazione e la cura dei figli assieme alla conduzione e supervisione delle faccende domestiche. In casa alla bona uxor è affidata l'intera gestione della prole e della servitù domestica, al pari del gubernator «il condottiero» della nave e dell'auriga. Alla madre compete, infatti, nella seconda e più autonoma fase della sua vita da sposa - successiva alla sua funzione primaria eugenetica, adempiuta in gignendo, nel dare alla luce dei figli - l’officium educandi, la trasmissione ai figli, per parole e comportamenti riflessi, del decoro (dignitas) e della buona reputazione (splendor) della famiglia maritale. Il dovere di madre consiste in effingere per speculum, «rifrangere» sulla prole, in specchiata fedeltà al prestigio della famiglia del marito, la rispettabilità, il buon nome e la nobiltà degli avi. L’opera si collega, dunque, alla tradizione della trattatistica sul matrimonio ma si discosta dal pregiudizio misogino degli autori classici e patristici che reputano il legame coniugale inconciliabile con la vita intellettuale, distinguendosi proprio per una positiva rivalutazione del ruolo della donna quale pilastro della famiglia.

### Fonti
Barbaro, seguendo il nuovo programma di studi umanistici avviato in area veneta da Guarino Veronese - di cui è allievo - armonizza sapientemente l’aneddotica classica e le citazione dagli autori latini e greci con la contemporaneità veneziana. Aristotele, Plutarco, Senofonte, Omero, Platone, Esopo sono gli auctores greci più frequentati, assieme a Cicerone e Sant'Agostino, i due poli della latinità, gentile e cristiana. Accanto agli exempla degli antichi, i precetti che Barbaro intende impartire ai giovani aristocratici veneziani, primi destinatari dell'opera, sono desunti anche dall'esperienza delle cose di mondo e di lettere e dai savi consigli dell'oratore e giureconsulto Zaccaria Trevisan il Vecchio, confidente e maestro di saggezza per Francesco rimasto orfano di padre, oltre  che dagli insegnamenti dispensati presso lo studium patavinum - che Barbaro frequenta dal 1410 al 1412 - dal celebre canonista Francesco Zabarella.

## Influenza culturale
Una breve ricognizione dell'influenza del De re uxoria sulla letteratura successiva pertinente il ruolo della donna nel nucleo familiare e nella società ed il dibattito che dal Rinascimento assumerà l'etichetta di Querelle des femmes non può che iniziare da un confronto con l'opera di Leon Battista Alberti, in particolare dal secondo dei Quattro libri della famiglia incentrato su «come si debbe scegliere la moglie fuori di casa, detto come si debbe accettarla in casa, [...] come si debbe trattarla in casa».
Il trattato di Barbaro funge da spunto anche per il terzo libro del Cortegiano di Baldassarre Castiglione dedicato all'institutio della donna di palazzo per poi scorrere, come un rivolo di riferimenti puntuali e rimandi, nella trattatistica femminile e matrimoniale cinquecentesca a firma di Giovanni Della Casa, Giovanni Pontano, Giovanni Nevizzano, Francesco Tommasi, Stefano Guazzo, Nicolò Vito di Gozze, Antonio Vinciguerra (umanista veneziano).
De re uxoria si annovera anche tra le fonti del racconto del martirio di Isabella nell'Orlando furioso di Ludovico Ariosto (XXIX 8-30) - rielaborazione dell'episodio di eroica castità che ha per protagonista Brasilla di Durazzo - così come del De officio mariti (1529) del filosofo e umanista spagnolo Juan Luis Vives.

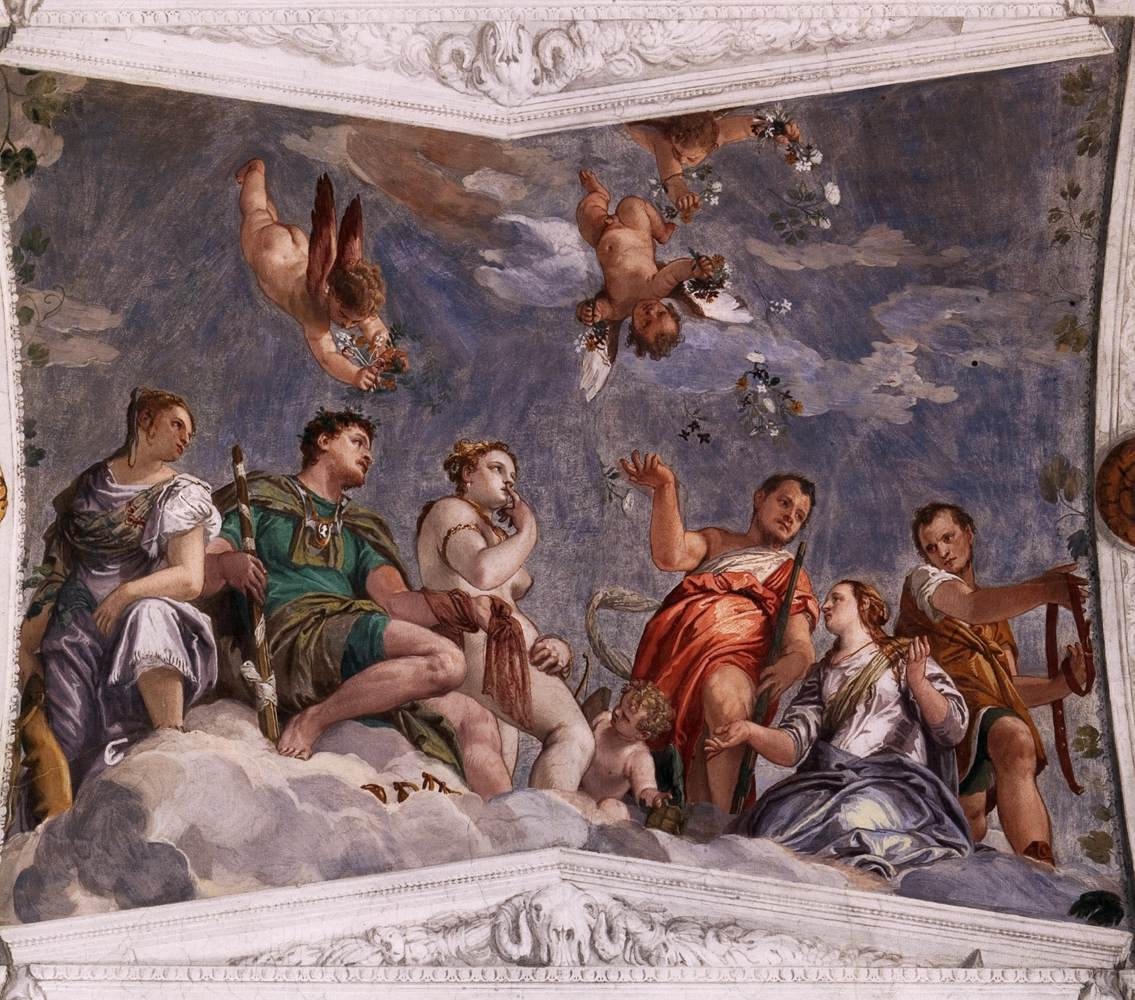
Paolo Veronese, Affresco sul soffitto della Stanza del Tribunale d'Amore, particolare (1560-1561) -

Ancora, in piena temperie illuminista e rivolta ad un pubblico di lettrici, l'intellettuale e giornalista veneziana Gioseffa Cornoldi Caminer sulla rivista da lei diretta "La donna galante ed erudita. Giornale dedicato al bel sesso" (1786-1788) ripropone i precetti di Francesco Barbaro come baluardo etico e filosofico per arginare la dissoluzione dell'istituto del matrimonio e della famiglia minati dall'edonismo salottiero imperante nella Serenissima di fine Settecento.
La straordinaria fortuna del trattato di Francesco Barbaro nel Cinquecento travalica l'ambito strettamente letterario per attestarsi perfino nelle arti figurative: il De re uxoria è stato individuato dagli studiosi tra le fonti cui si è ispirato Paolo Veronese per il ciclo di affreschi eseguito da tra il 1560 e il 1561 nella villa dei figli di Barbaro a Maser in provincia di Treviso, in particolare nella "Stanza del Tribunale d'Amore".

## Edizioni
- Francesco Barbaro, De re uxoria Libelli duo, a cura di André Tiraqueau, Paris, Josse Bade, 1513.
- Francesco Barbaro, De re uxoria Libelli duo, a cura di André Tiraqueau, Paris, Josse Bade, 1514.
- Francesco Barbaro, De re uxoria libri duo, Hagenau, Johann Setzer, 1533.
- Francesco Barbaro, De re uxoria libri duo, Antwerpen, Merten de Keyser, 1535.
- Francesco Barbaro, Eyn gut buch von der ehe was die ehe sei, was sie guts mit sich bringe, wie eyn weib geschickt sein soll, die eyner zu der ehe nehmen wil, wie alt, waß sie dem Mann zubringen solle. Vom kosten vnnd gebreng der hochzeit. Von dreien Tugenden des weibs, traduzione di Erasmus Alberus, Hagenau, durch Valentin Kobian, 1536.
- Francesco Barbaro, De l'estat et gouvernement de mariage, traduzione di Martin du Pin, Lyon, François Juste, 1537.
- Francesco Barbaro, Von der ehe in sechs capitel getailt. Das erst capitel. Was die ehe sey das ander capitel. Wie ein weyb geschickt sein sol das dritt capitell. Von dem kosten auff der hochzeyt. Das vierdt capitel. Das ein weyb ire kinder selbst seugen soll. Das Fuenfft capitel. Von dreyen tugendten deß weybs. Das sechst capitel. Vonn der kinderzucht, traduzione di Erasmus Alberus, Nürnberg, Christoph Gutknecht, 1546.
- Francesco Barbaro, Prudentissimi et graui documenti circa la elettion della moglie; dello eccellente & dottissimo m. Francesco Barbaro gentilhuomo venitiano al molto Magnifico et magnanimo m. Lorenzo de Medici cittadin fiorentino: nuouamente dal latino tradotti per m. Alberto Lollio ferrarese, traduzione di Alberto Lollio, Vinegia, Gabriel Giolito de Ferrari, 1548.
- Francesco Barbaro, Opuscule de l'estat et gouvernement de mariage, traduzione di Martin du Pin, Paris, Charles L'Angelier, 1560.
- Francesco Barbaro, Vom h. Ehestand. Sechs Gottseliger lehr des inhalt im folgenden blat zu sehen, traduzione di Erasmus Alberus, Erfurt, Georg Baumann (I), 1561, DOI:10.25673/opendata2-5647.
- Francesco Barbaro, De re uxoria libri duo ut venustate sermonis praeclari, ita et praeceptis optimis et exemplis uberrimis ex omni Graeca Latinaque historia collectis redundantes, Amsterdam, Johannes Janssonius, 1639, SBN SBLE019132.
- Francesco Barbaro, De l'état du mariage, traduzione di Claude Joly, Paris, Guillaume de Luyne, 1667.
- Francesco Barbaro, Directions for love and marriage in two books written originally by Franciscus Barbarus, a Venetian senator; and now translated into English by a person of quality, London, John Leigh at the Bell & Tho. Burrell at the Golden-Ball, 1677.
- Francesco Barbaro, La scelta della moglie opera di Francesco Barbaro gentiluomo veneziano tradotta dal latino per Alberto Lollio ferrarese, traduzione di Alberto Lollio, Vercelli, Stamperia patria, 1778, SBN TO0E049699.
- Francesco Barbaro, La scelta della moglie opera di Francesco Barbaro gentiluomo veneziano cavaliere procurator di s. Marco tradotta dal latino per Alberto Lollio ferrarese ristampata coll'ortografia ricorretta aggiuntevi onorevoli testimonianze intorno all'autore ed all'opera, traduzione di Alberto Lollio, Vicenza, Stamperia Turra, 1785, SBN UBOE062292.
- Francesco Barbaro, La scelta della moglie di latino in volgare recata da Alberto Lollio. Si aggiunge per uniformità di argomento un'egloga di Bernardino Baldi, traduzione di Alberto Lollio, Napoli, Vincenzo Orsino, 1806.
- Francesco Barbaro, De re uxoria liber in partes duas, a cura di Attilio Gnesotto, Padova, Tipografia G. B. Randi, 1915, SBN CUB0069930.
- Francesco Barbaro, Das Buch von der Ehe, traduzione di Percy Gothein, Berlin, Verlag die Runde, 1933, SBN VEA1071165.
- Francesco Barbaro, The Wealth of Wives. A Fifteenth-Century Marriage Manual, a cura di Margaret L. King, Toronto, Iter academic press, 2015, SBN PUV1452979.
- Francesco Barbaro, De re uxoria, a cura di Claudio Griggio e Chiara Kravina, Firenze, Olschki, 2021, SBN UBO4574196.